# Lake Stevens
Lake Stevens – miasto w Stanach Zjednoczonych, w stanie Waszyngton, w hrabstwie Snohomish.